# Tanzlinde in Sachsenbrunn

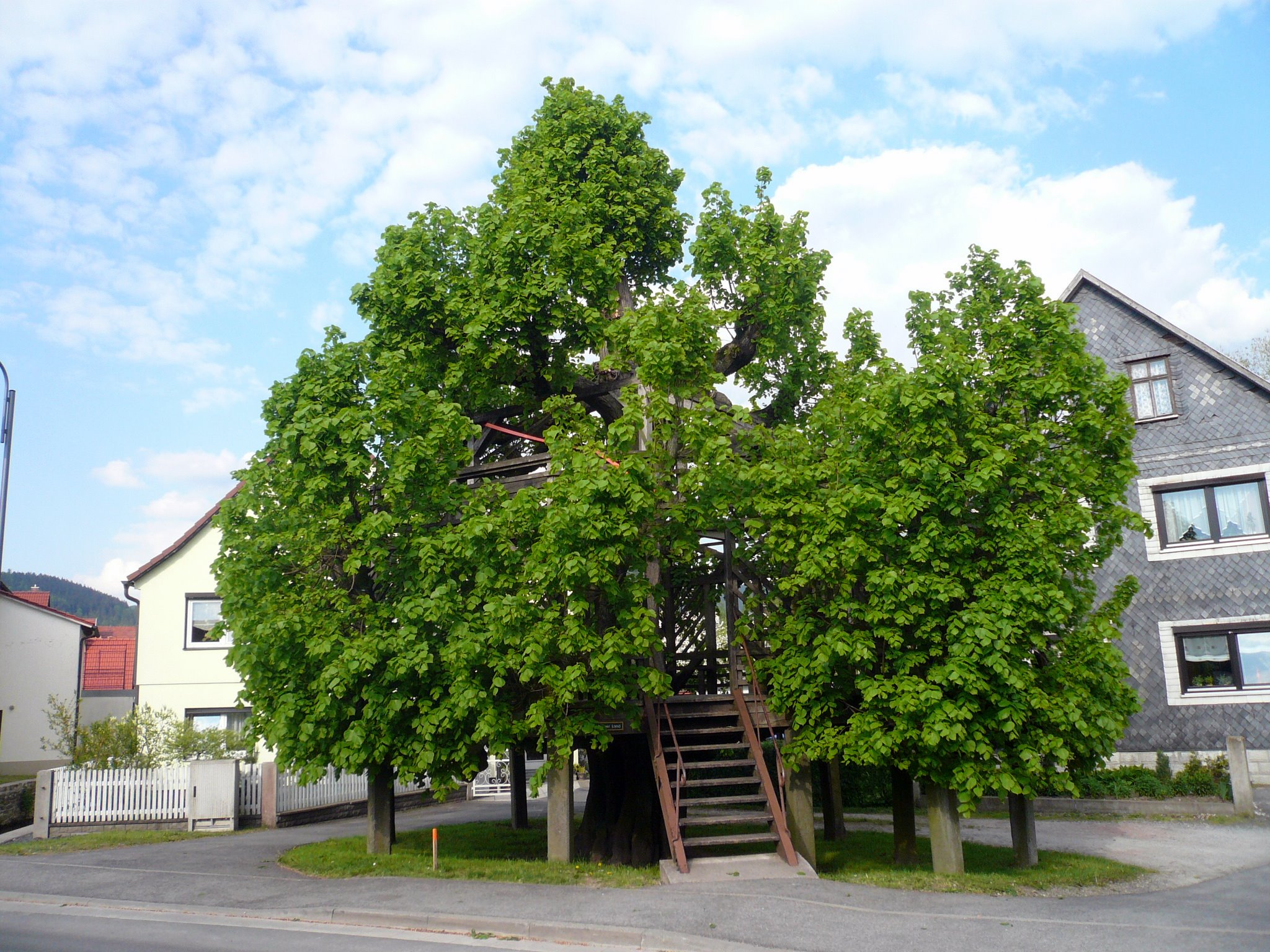
Tanzlinde

Die Tanzlinde in Sachsenbrunn ist ein Naturdenkmal und steht an der Werrabrücke in der Ortsmitte von Sachsendorf, eines Ortsteils von Sachsenbrunn in der Stadt Eisfeld im Landkreis Hildburghausen, am südlichen Rand des Thüringer Waldes. Die Sommerlinde (Tilia platyphyllos) dient seit Jahrhunderten als Fest- und Tanzplatz. Sie hat ihre auffällige Wuchsform davon, dass ihre Äste gezogen wurden, um in der Linde einen Tanzboden zu errichten, der in den Sommermonaten bei Festlichkeiten benutzt wird.

## Beschreibung
Die Linde steht auf etwa 480 Meter über Normalnull und wurde kurz nach dem Ende des Dreißigjährigen Krieges gepflanzt. Der erste Nachweis stammt aus dem Jahre 1662, festgehalten mit dem Eintrag zwey Lindlein im Inventarium der Gemeinde Sachsendorf. Eine der beiden genannten Linden soll die heutige Tanzlinde sein. Die Linde hat eine Höhe von etwa 13 und einen Kronendurchmesser von 11 Metern. Der Stammumfang in einem Meter Höhe gemessen betrug im Jahre 1994 4,3 Meter. Die Linde ist etwa 350 bis 360 Jahre alt.

### Tanzpodium

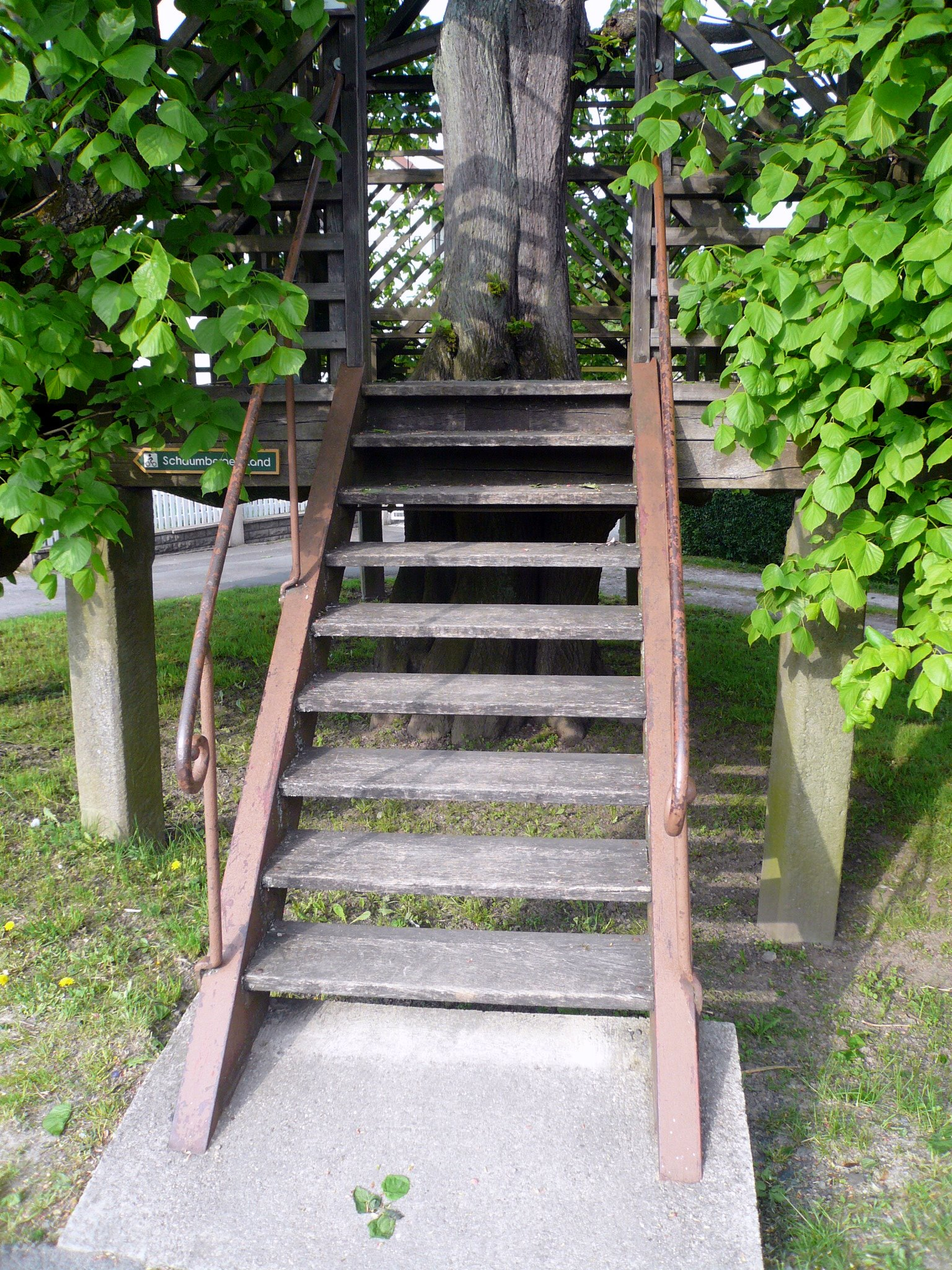
Treppenaufgang zur Plattform

Nach dem Deutschen Baumarchiv ist die Linde eine von fünf betanzten Linden mit eingezogenem Tanzboden in Deutschland. Die anderen Linden stehen in Limmersdorf und Peesten (jeweils in Oberfranken) sowie in Oberstadt und Effelder (jeweils in Thüringen). Die Linde in Sachsenbrunn ist die älteste und umfangsstärkste. Die Äste der Linde wurden bereits in jungen Jahren so gezogen, angepflockt und zum Teil abgeschnitten, dass sich in etwa 2,5 Meter Höhe gleichmäßige Astgabelungen bilden konnten. Äste, die darüber und darunter lagen, wurden in jungen Jahren abgeschnitten, so dass die gewünschten Äste sich so kraftvoll entwickeln konnten, dass sie später die Plattform tragen konnten. Das Ziehen und Leiten der Äste, bis diese kräftig genug zum Tragen der Plattform waren, dauerte mehrere Jahrzehnte. Bei der Tanzlinde im benachbarten Effelder verstrichen vom Pflanzen der Linde bis zum Einziehen des Tanzbodens nachweislich 44 Jahre.

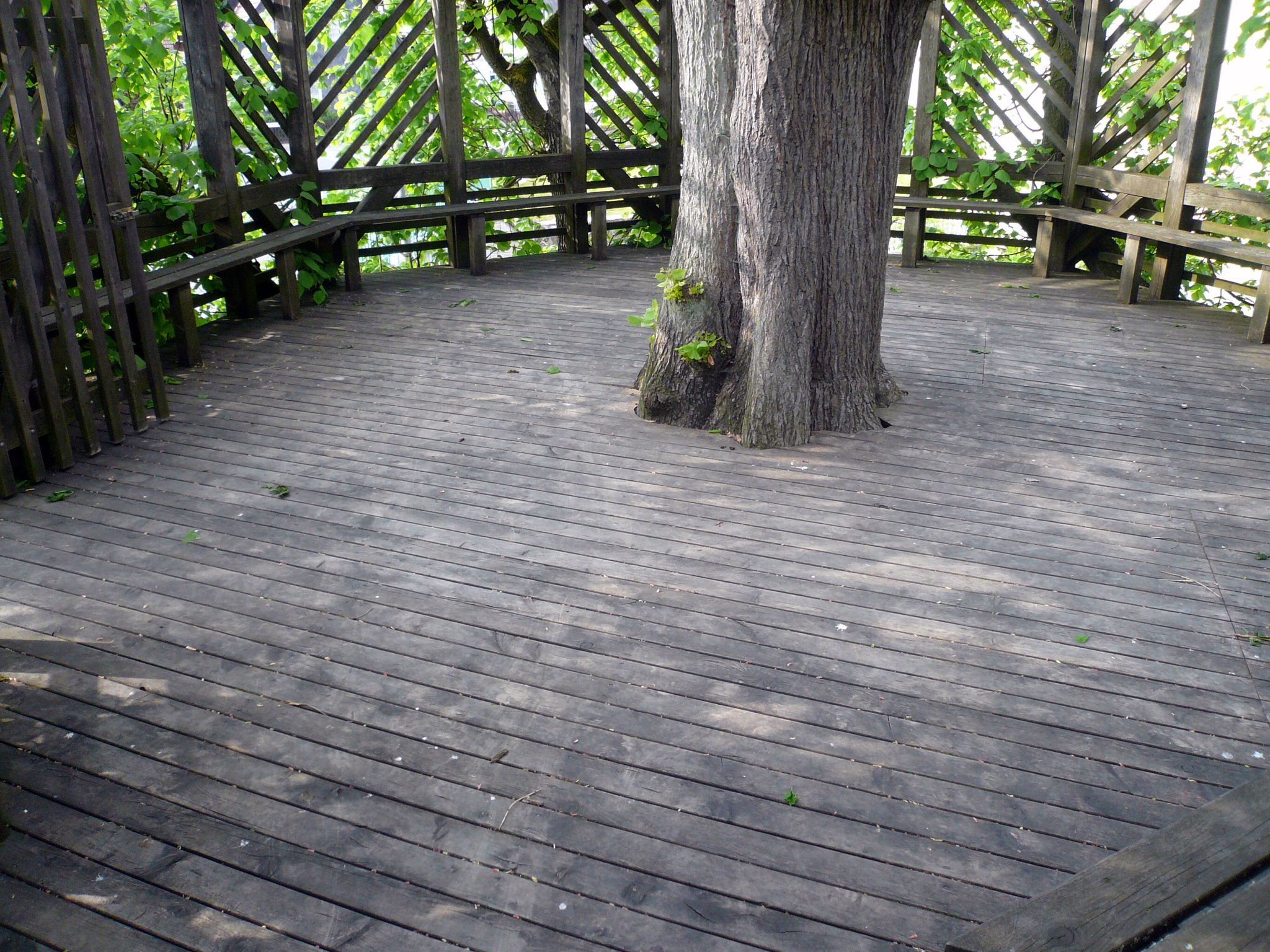
Tanzpodium in der Linde

Auf dem untersten gezogenen Astkranz der Linde liegt auf etwa 2,5 Meter Höhe ein achteckiges Podium mit etwa sieben Meter Durchmesser, das von der Straßenseite über eine Treppe, die oben mit einer Flügeltür verschlossen werden kann, mit neun Tritten zu erreichen ist. Die Plattform ist mit einem Lattengestell nach außen abgesichert. Davor befinden sich ringsum Sitzbänke. Die Plattform ist mit Eisenbändern mit den darunter befindlichen, waagerecht verlaufenden Ästen verbunden. Auf einer Seite hat sie eine balkonartige viereckige Ausbuchtung. Damit die Äste von dem Gewicht der Plattform entlastet werden, errichtete man unter der Plattform zehn Sandsteinpfeiler als Stützen. Aus alten Rechnungen geht hervor, dass die Plattform im 18. Jahrhundert errichtet wurde. Ein zweiter Astkranz bildet das Dach der Tanzplattform. Die Äste des unteren Astkranzes wachsen unter dem Podest entlang und streben außerhalb des Podestes nach oben. Dadurch wird der Aufbau im Baum nahezu vollständig verdeckt und umschlossen.

### Fest- und Tanzplatz

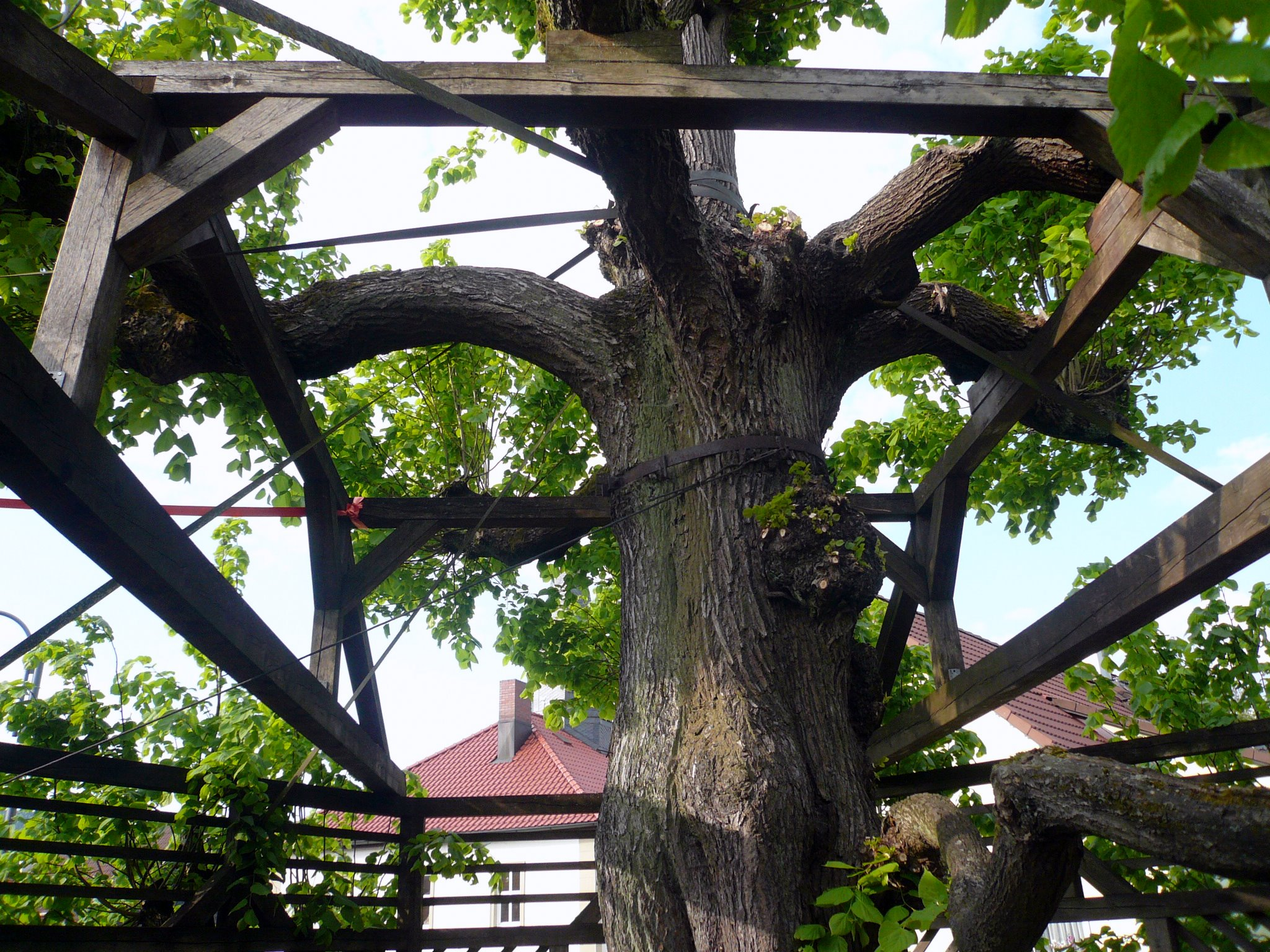
Obere Tragekonstruktion der Plattform

Seit dem 18. Jahrhundert wird die Tanzlinde für Festlichkeiten benutzt. Früher tanzte und sang die Bevölkerung gerne unter freiem Himmel. Bereits in den ersten Frühlingstagen, wenn die Linde ihre ersten grünen Blätter bekam, luden die Dorfmusikanten zum Maientanz ein. Chöre besangen die Heimat und während der Erntezeit im Herbst fand der Kirmestanz auf der Plattform statt. Die Festlichkeiten in der Linde hielten sich bis in die heutige Zeit. Vor allem zur Kirchweih trifft sich die Kirmesgesellschaft zum Tanz in der Linde. Die Gemeinde richtet nach jahrhundertealter Tradition jährlich ein Lindenfest aus.